# Сулеюв (Свентокшиське воєводство)
Сулеюв (пол. Sulejów) — село в Польщі, у гміні Тарлув Опатовського повіту Свентокшиського воєводства.
Населення — 128 осіб (2011).
У 1975-1998 роках село належало до Тарнобжезького воєводства.

## Демографія
Демографічна структура на день 31 березня 2011 року:
|          | Загалом | Допрацездатний вік | Працездатний вік | Постпрацездатний вік |
| -------- | ------- | ------------------ | ---------------- | -------------------- |
| Чоловіки | 63      | 10                 | 47               | 6                    |
| Жінки    | 65      | 7                  | 27               | 31                   |
| Разом    | 128     | 17                 | 74               | 37                   |